# Archisepsis umbrifer
Archisepsis umbrifer är en tvåvingeart som beskrevs av Ignaz Rudolph Schiner 1868. Archisepsis umbrifer ingår i släktet Archisepsis och familjen svängflugor. Inga underarter finns listade i Catalogue of Life.